# Abisara deniya
Abisara deniya är en fjärilsart som beskrevs av Hans Fruhstorfer 1914. Abisara deniya ingår i släktet Abisara och familjen Riodinidae. Inga underarter finns listade i Catalogue of Life.